# Љештјани
Љештјани (слч. Liešťany) насељено је мјесто са административним статусом сеоске општине (слч. obec) у округу Прјевидза, у Тренчинском крају, Словачка Република.

## Становништво
| Година:    | 1994. | 2004.   | 2014.   | 2024.   |
| ---------- | ----- | ------- | ------- | ------- |
| Број људи: | 1167  | 1248    | 1238    | 1169    |
| Разлика:   |       | +6,94 % | -0,80 % | -5,57 % |

| Година:    | 2023. | 2024.   |
| ---------- | ----- | ------- |
| Број људи: | 1167  | 1169    |
| Разлика:   |       | +0,17 % |

Према подацима о броју становника из 2011. године насеље је имало 1.244 становника.